# Lecaniococcus ditispinosus
Lecaniococcus ditispinosus är en insektsart som beskrevs av Danzig 1967. Lecaniococcus ditispinosus ingår i släktet Lecaniococcus och familjen skålsköldlöss. Inga underarter finns listade i Catalogue of Life.